# Пенелопа мексиканська
Пенелопа мексиканська (Penelopina nigra) — вид куроподібних птахів родини краксових (Cracidae).

## Поширення

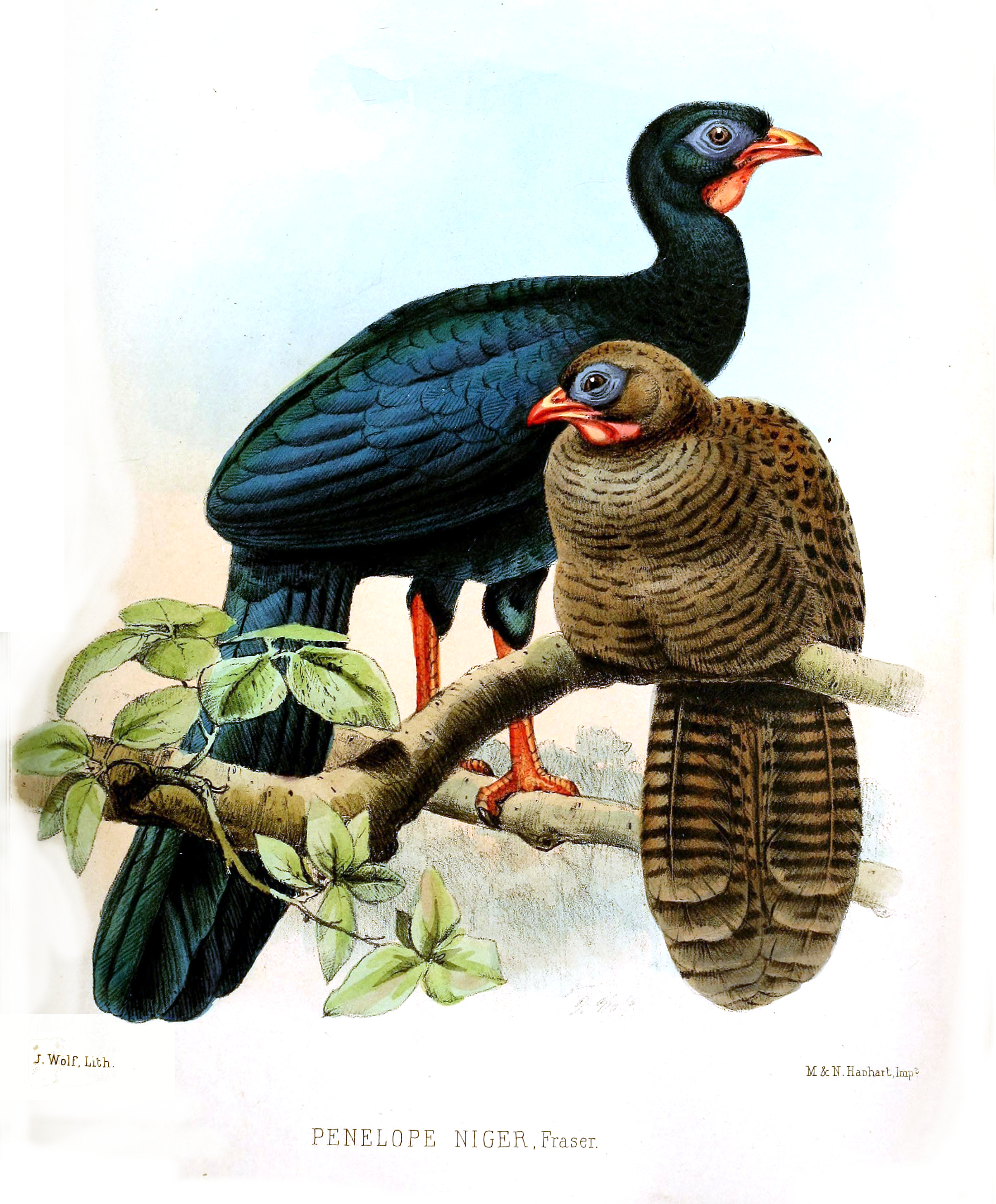
Самець і самиця

Вид поширений на півдні Мексики, в Гватемалі, Гондурасі, Сальвадорі та на півночі Нікарагуа. Населяє вологі передгірські та гірські широколистяні ліси субтропічних і помірних зон на схилах Тихого океану та Карибського басейну. Середовище проживання — вологі широколистяні гірські ліси, переважно хмарні ліси та сосново-дубові ліси, але також спостерігається у вторинних лісах та насадженнях.

## Опис
Великий птах, завдовжки до 65 см, вагою 860—910 г. Цей вид має яскраво виражений статевий диморфізм. Оперення самця яскраво-чорний і має темно-сині або зелені відтінки по всьому тілу, крім на крупі і животі. На горлі є неоперений мішок червоного кольору. Дзьоб червонувато-бордовий. Ноги і ступні від червонувато-помаранчевого до червоно-коралового. Ділянка оголеної шкіри навколо ока темно-коричнево-червоного кольору. Нижня частина брів світліша. У самиці червоні або коричневі смуги поєднуються з чорним або чорно-коричневим фоном. На спині на кожному пір'ї можна побачити дві-три хвилясті світло-коричневі смуги, тонші за чорні смуги, а на хвості навпаки: чорні смуги менш помітні, а коричневі — чіткіші. Горло оперене, а мішок відсутній. Дзьоб коричневий.

## Спосіб життя
Годується поодиноко, парами або невеликими групами, часто в сутінках. Живиться ягодами та іншими фруктами від верхнього крони лісу до підстилки лісу. Поїдає також безхребетних і дрібних хребетних. Період розмноження триває з березня по травень. Гнізда досить великі, розташовані від рівня землі до 13 м над землею, кладка зазвичай складається з двох яєць.